# Большой побег (телепередача)
«Большой побег» — российская адаптация корейского квест-шоу и реалити-шоу «The Great Escape», вышедшая на СТС 7 марта 2023 года. Участники при этом должны расшифровывать секретные подсказки, искать выход из самых неожиданных мест и работать в команде.

## О проекте
7 марта 2023 года на СТС стартовал единственный сезон шоу «Большой побег». Владимир Маркони, один из участников, назвал это шоу подарком для женщин к 8 Марта. Он объяснил, что в этом проекте есть элементы квеста, детектива, экстрима и хоррора, а также много юмора. Участники шоу — мужчины, которые пользуются популярностью у представительниц слабого пола.
Авторы «Большого побега» открыто признают, что это шоу является российской версией южнокорейского проекта The Great Escape, который в настоящее время пользуется большой популярностью на родине сериала «Игра в кальмара». После того как квесты-перфомансы и классические эскейпы стали популярными, появление их экранизаций было лишь вопросом времени.
В русской версии этого реалити-шоу участники с завязанными глазами посещали такие локации, как дом с призраками, инфекционная больница, подземные помещения, тайная генетическая лаборатория и другие необычные места. Чтобы быстрее выбраться из этого ужасного места, необходимо не падать духом, сотрудничать с командой и мыслить логически.

## Участники
Состав участников квест-шоу был весьма потрясающим: в одном месте собрались телеведущий Владимир Маркони, блогер Алёша Столяров, ведущий кулинарного шоу «ПроСТО кухня» Александр Белькович, артист Магомед Муртазаалиев, видеоблогер и рэп-исполнитель Эльдар Джарахов.

## Факты
За 60 лет до премьеры российской версии шоу «Большой побег» в США был представлен военный триллер с тем же названием, в котором главные роли сыграли Стив Маккуин, Джеймс Гарнер и Рич Аттенборо. Это словосочетание также стало названием анимационного фильма «История игрушек. Большой побег», который вышел в 2010 году.
По слухам, этот проект держал уверенную долю за весь показ, где в «Кинопоиске» получено 8,5 баллов. А один из участников Алексей Столяров подтвердил о продолжении проекта, который появится в новом сезоне 2023—2024 гг..